# Standaard (herkenningsteken)

De standaard van de Nederlandse koning. De jachthoorns komen uit het wapen van het Prinsdom Orange.

De standaard van koning Filip

Een standaard is een type vlag of vaandel die aan een persoon of functie gebonden is. Hoogwaardigheidsbekleders zoals staatshoofden en hooggeplaatste militairen kunnen hun aanwezigheid kenbaar maken door het voeren van hun eigen standaard. Het precieze gebruik van standaarden verschilt per land.

## Geschiedenis
Koningen voerden al in de middeleeuwen een persoonlijke vlag die als commandovlag of standaard dienstdeed op het slagveld. Later werd deze standaard meegevoerd om de aanwezigheid van de vorst kenbaar te maken.
In de vroege 20e eeuw werd in Nederland een koninklijke standaard ingevoerd die de Nederlandse vlag op het dak van de paleizen verving. Het initiatief ging uit van prins Hendrik der Nederlanden. Ook de leden van de toen nog kleine Koninklijke Familie kregen persoonlijke standaarden die afgeleid waren van de standaard van koningin Wilhelmina der Nederlanden.
In het vervolg verving de standaard de Nederlandse vlag die in het verleden steeds werd gehesen wanneer een Nederlandse koning in een van zijn paleizen resideerde.
De standaard wordt ook op auto's en op schepen gevoerd. Wanneer de koning in een vliegtuig reist wordt de persoonlijke standaard uit het raam van de cockpit gestoken, zolang het vliegtuig op de grond is.
Men toont één standaard, die van de hoogste in rang. Alleen wanneer in een hofauto twee staatshoofden reizen worden twee standaarden aangebracht.
Na advies van de Hoge Raad van Adel krijgen de Nederlandse prinsen en prinsessen een eigen standaard, versierd met motieven uit hun wapen.

## Standaard van koning Willem-Alexander
Op het paleis op de Dam werd na de abdicatie van Koningin Beatrix de koninklijke standaard van koning Willem Alexander gehesen. Deze wijkt in details af van die van Beatrix. De strik op het afgebeelde grootlint van de Militaire Willems-Orde is iets royaler uitgevoerd. De vier jachthoorns kregen een iets ander strikje.

## Standaard van koning Filip
Ook het Belgische koningshuis gebruikt standaarden. De Belgische vorst heeft een herkenbare persoonlijke standaard. De standaard van koning Filip heeft in het midden het gekroonde wapen van België en op de vier hoeken een kroon met daaronder een monogram van de gestileerde letters FP.
adelaar · Agnus Dei · alliantiewapen · andreaskruis · ankerkruis · armoriaal · baldakijn · barensteel · Belgische leeuw · bezant · Bourgondisch kruis · brisure · cartouche · centaur · cordelière · dekkleed · dorpsvlag · dorpswapen· drieberg · dubbelkoppige adelaar · dwarsbalk · fleur de lis · fleuron · Friese adelaar · gaande leeuw · gecarteleerd · Gelderse leeuw · gepaald · gravenkroon · groot wapen · griffioen · hartschild · helmkroon · helmteken · heraldische kleur · herautstuk · hermelijn · hoed · Hollandse tuin · huismerk · Jeruzalemkruis · karbonkel · keizerskroon · keper · koek · kromstaf · kroon · krukkenkruis · kwartier · kwartileren · kwartierzoom · leeuw · markiezenkroon · merlet · molenijzer · motto · muurkroon · nassaublauw · natuurlijke kleur · Nederlandse leeuw · Nederlandse Maagd · ombrellino · ordeketen · palen · pentagram · pijlenbundel · raadselwapen · raaf · respectant · riddertoernooi · rijksbanier · rijkskleuren · rijksstandaard · rijkswapen · roos · Rudolfinische keizerskroon · Saksenros · Saladins Adelaar · scharlakenrood · schildhoofd · schildhouder · schildvoet · schildzoom · schoof · schuinbalk · schuinstreep sinister · sinister · sleutels van Petrus · socialistische heraldiek · sprekend wapen · stadskleuren · standaard · stedenmaagd · ster · tinctuur · vair · vermeerdering · vlag · vorstenhoed · vrijheidshoed · vrijkwartier · vrouwenwapen · wapen · wapenbelasting · Wapenboek Beyeren · Wapenboek Gelre · wapenbord · wapendiploma · wapendier · wapenkast · wapenkoning · wapenmantel · wapenrecht · wapenrol · wapenstier · wapentent · wassende en afnemende maan · Waterlandse zwaan · Westfriese boomwapens · wildeman · wolfsangel · wrong